# Affaire Bistel
L'affaire Bistel est une affaire dans laquelle, fin 1988, une ou plusieurs personnes ont frauduleusement accédé par modem et ligne téléphonique au système informatique du gouvernement belge, Bistel. 
Le 21 octobre 1988, le journal belge néerlandophone De Standaard révèle qu'un individu surnommé «W.M.» est arrivé à s'introduire depuis trois mois dans le système informatique du gouvernement belge, Bistel. L'individu a pu montrer aux journalistes l'ordre du jour du conseil des ministres, ainsi que des messages qui se trouvaient dans la boîte aux lettres électronique du premier ministre de l'époque, Wilfried Martens .
L'individu a pu constater que plusieurs ministres n'utilisaient pas du tout le système. Plusieurs d'entre eux n'avaient même pas de mot de passe personnel, et il a pu créer un mot de passe lui-même. Le lendemain, le premier ministre décide de porter plainte contre X pour «violation du secret des lettres» .
Le 28 octobre 1988, le porte-parole du parquet de Bruxelles annonce qu'une enquête contre X a été ouverte et confiée au juge d'instruction Bruno Bulthé. Cependant en 1988 en Belgique aucune loi spécifique n'interdit ni ne sanctionne quiconque accède à un système informatique sans y être autorisé. Il est cependant reproché par le parquet à l'auteur des faits :
- d'avoir «violé le secret des lettres» (article 460 du code pénal) ;
- d'avoir «supprimé des «télégrammes» ou tout autre message confié à la RTT» (article 17 de la loi du 13 octobre 1930) ;
- d'avoir «détruit un édifice, une écluse, un navire, un aéronef, une barge ou un quelconque ouvrage d'art» (article 521 du code pénal), ce qui élève ainsi, sans doute, Bistel au rang «d'ouvrage d'art» ;
- d'avoir réalisé des «faux en écritures (...), des faux en écritures publiques (...) ou des faux dans des dépêches télégraphiques» (article 193 et suivants du code pénal) ;
- d'avoir, comme fonctionnaire, employé ou préposé d'un service télégraphique «commis un faux dans l'exercice de ses fonctions en fabriquant ou en falsifiant des dépêches télégraphiques» (article 211 du code pénal) ;
- d'avoir «fait usage de la dépêche fausse» ;
- d'être coupable d'escroquerie (article 496 du code pénal) ;
- d'avoir commis un abus de confiance (article 491 du code pénal) ;
- d'avoir commis un «vol simple»;
- d'avoir commis un «vol d'usage» (volé, puis «rendu»).

Ces préventions entraînent des peines allant de l'amende de 26 BEF à 15 ans de prison (faux en écritures publiques par un fonctionnaire) .
Le 5 novembre 1988, l'auteur des faits, identifié à la suite de l'enquête est convoqué dans les bureaux de la police et du juge d'instruction, et avoue tout. Le parquet indique qu'il s'agit de Bart Halewijck, 37 ans, habitant de Gistel, qui, ironie du sort, est membre du conseil communal de Gistel pour le CVP (le même parti que le premier ministre).
Le 16 janvier 1990, Bart Halewijck et un complice (restaurateur à Gistel) passent devant la chambre du conseil. Ils sont tous deux renvoyés devant un tribunal correctionnel. Ils y seront poursuivis pour :
- faux et usage de faux
- vol d'énergie à l'aide d'effraction
- falsification par fonctionnaire de dépêche télégraphique
- destruction de la propriété de l'Etat [5].

Bart Halewijck avait en fait obtenu les informations et les mots de passe permettant d'accéder à Bistel par sa sœur, qui a effectué son service militaire au cabinet de la secrétaire d'État à l'Environnement.
Le 9 novembre 1990, Bart Halewijck et son complice sont condamnés à trois mois de prison avec une période de sursis de trois ans, à une amende de 150 BEF ainsi qu'à verser 1 BEF de dommage moral à la partie civile, l'État belge en l'occurrence. Vu l'absence d'intention de nuire, le tribunal correctionnel n'a pas jugé nécessaire de prononcer une lourde condamnation «pour l'exemple».
Le procès aura montré que le code pénal belge de l'époque était manifestement très mal outillé pour lutter contre la délinquance informatique.